# Pol Rodríguez
Pour les articles homonymes, voir Rodríguez et Ferrer.
Pol Rodríguez Ferrer, né à Barcelone en 1977, est un réalisateur de cinéma catalan.

## Biographie
Pol Rodríguez commence sa carrière comme assistant réalisateur dans des séries comme Mar de plástico (2011) . En 2016, il réalise son premier long-métrage, Quatretondeta avec l'acteur José Sacristán, qui rend hommage au village de Quatretondeta, d'où sont originaires ses ancêtres.
En 2010, il participe à la réalisation du film Pain noir d'Agustí Villaronga.
En 2024, il co-réalise avec Isaki Lacuesta le film Segundo Premio, inspiré de l'histoire du groupe de rock espagnol Los Planetas. Le film est sélectionné pour représenter l'Espagne à la 97e cérémonie des Oscars et reçoit plusieurs prix cinématographiques.

## Récompenses
- Prix Gaudí 2025 : meilleur réalisateur avec Isaki Lacuesta pour Segundo Premio[7]
- Prix Goyas 2025 : meilleur film et meilleur réalisateur avec  Isaki Lacuesta pour Segundo Premio[8].